# Achoropeltis
Achoropeltis är ett släkte av svampar. Achoropeltis ingår i divisionen sporsäcksvampar och riket svampar.